# Robert Saxton Taylor
Robert Saxton Taylor (15. června 1918 Ithaca, New York – 1. ledna 2009, Syracuse) byl americký knihovník a informační vědec, děkan na Syracuse University School of Information Studies. Jeho výzkum a publikace zaměřovaly pozornost na uživatele informačních systémů a informačních služeb. Svými objevy, články a vědeckými úspěchy významně přispěl do oblasti informačních studií.

## Život

### Univerzitní studium
Robert Saxton Taylor promoval roku 1940 na Cornell University s bakalářským titulem z historie, poté byl roku 1942 povolán do americké armády. Sloužil v Německu jako důstojník kontrarozvědky. Až do svého návratu do Spojených států v roce 1947 byl členem Army Counter Intelligence Corps. Poté se zapsal do programu knihovnictví na Kolumbijské univerzitě a roku 1950 promoval s magisterských titulem.

### Pedagogická činnost

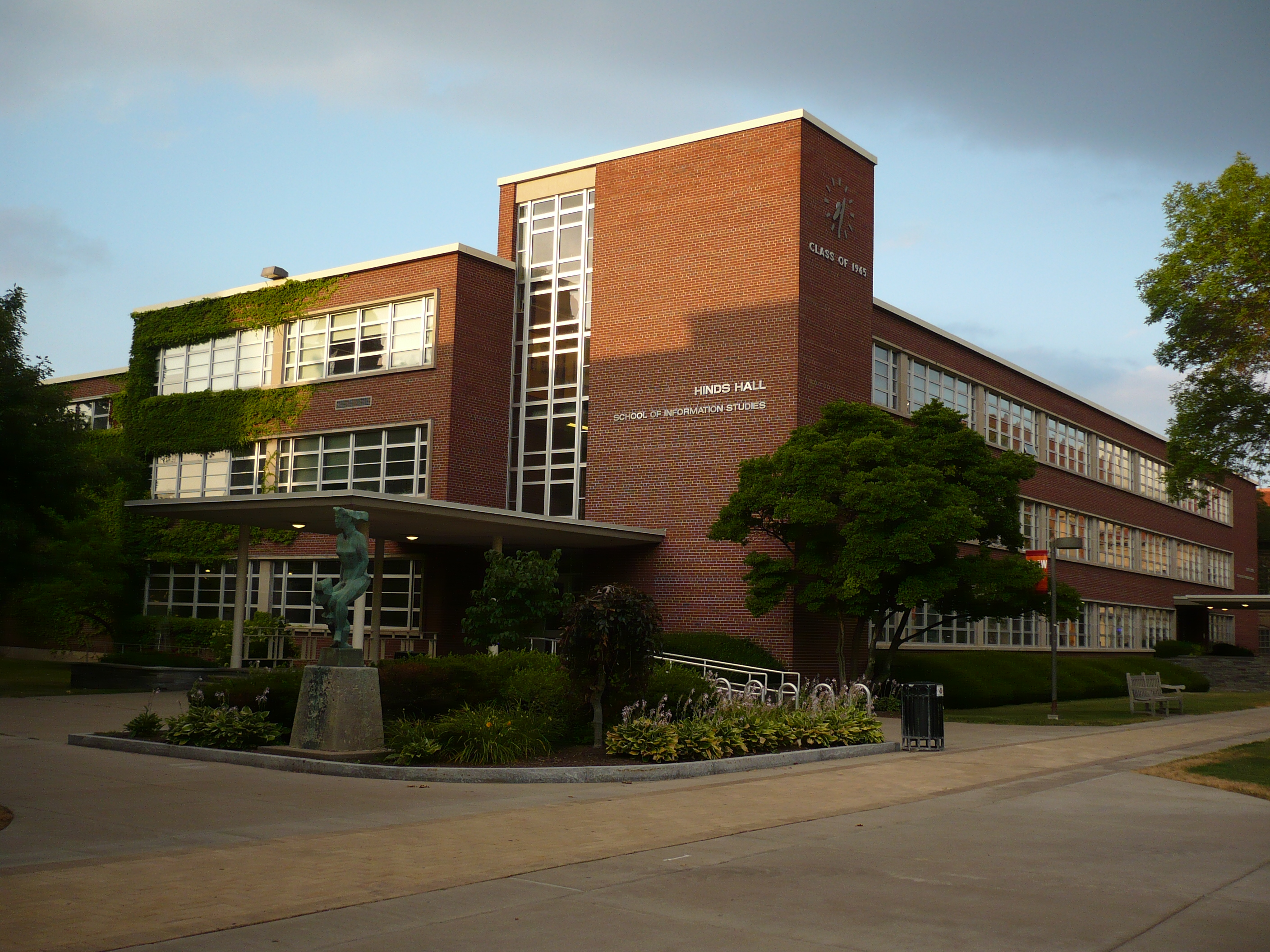
School of Information Studies na Syracuse University

Od roku 1950 do roku 1956 pracoval jako kurátor knihovny na Lehigh University, kde se zde později stal profesorem a ředitelem oboru Informační věda. Následně byl od roku 1967 do roku 1972 ředitelem hlavní knihovny a profesorem Jazykového a komunikačního programu na Hampshire College. Od roku 1972 působil jako profesor na School of Information Studies na Syracuse University, v letech 1972 až 1981 byl jejím děkanem.
Dodnes je považován za vynikajícího děkana, který zanechal svoji stopu v historii školy, zejména proto, že byl zodpovědný za změnu jejího pojmenování. V naději na vytvoření nového typu školy, specializovaného na informace a lépe prezentujícího její aktivity, kurzy a žádoucí zaměření, ji přejmenoval na Information Studies. Byl také prvním akademikem v zemi, který koncipoval magisterský obor Information resources management.

### Klíčové výzkumy a publikace
Navzdory tomu, že jeho život byl utvářen rolí učitele, byl Robert S. Taylor jedním z hybatelů rozvoje oblasti referenčních služeb. Jeho hlavním příspěvkem jsou články, které se týkaly procesu kladení otázek (The Process of Asking Questions), publikované v roce 1962. Robert S. Taylor nastiňuje, co je informační potřeba, a zabývá se různými úrovněmi, které informační potřebu tvoří.

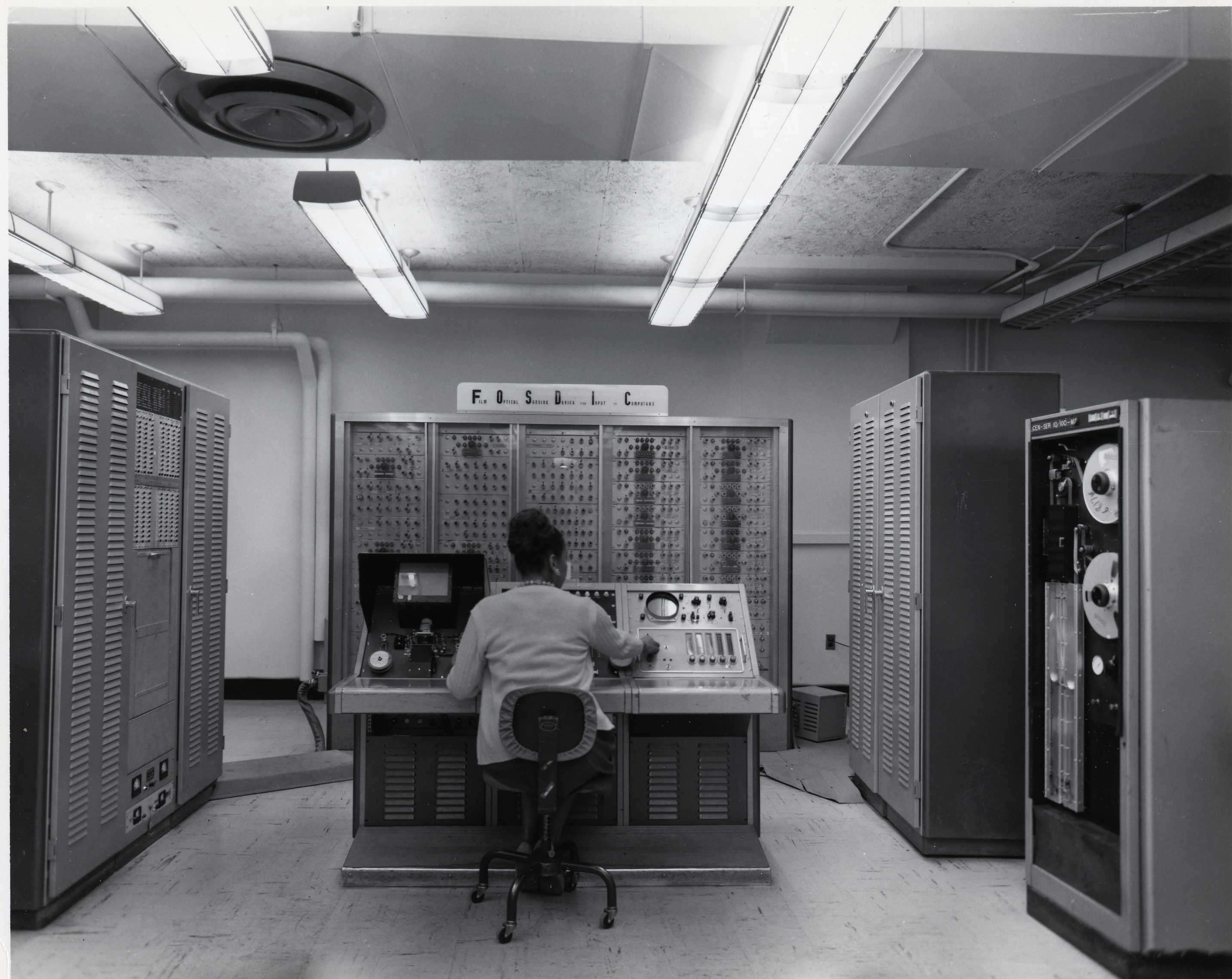
Počítač z 50. let 20. století

Roku 1953 Taylor došel s významnou myšlenkou, když přemýšlel nad svou prací. Hlavní náplní bylo shromažďování, organizování, vyhledávání, analyzování a předávání informací. Přemýšlel nad tím, co by mu s prací a s jeho novými otázkami mohlo pomoct. V té době byl počítač jen matematický stroj přes celou místnost osazený elektronkami a s vlastní klimatizací.
Odraz jeho myšlenky vidíme v článku Value-Added Processes in the Information Life Cycle (Proces přidané hodnoty v informačním cyklu) z roku 1982, kde rozebíral, co to jsou informační systémy a využití jejich potenciálu při práci s informacemi. Poprvé zde zmiňuje přidanou hodnotu. Na tu je potřeba vynaložit energii, čas a peníze, které přináší uživatel. Autor se zde snaží ukázat jiný pohled na informační systémy, kde probíhá zpracování informací.
Dál se Taylor věnoval tématu Value-Added Processes in Information Systems (Proces přidané hodnoty v informačním systémům). Taylor se zabývá analýzou různých typů informačních systémů skrze Model přidané hodnoty (the Value-Add Model). Taylor pozoroval a analyzoval prostředí, v němž se informace mění na službu či produkt. Tento model je využitelný pro různé informační systémy. Taylor zkoumal prostředí akademických, veřejných a speciálních knihoven, dokumentů, rešeršních a bibliografických služeb a vydavatelskou oblast.
V roce 1968 vydal Robert S. Taylor článek na téma Question-Negotiation and Information Seeking in Libraries (Dotazování a vyhledávání informací v knihovnách). Tvrdil, že proces vyhledávání informací v knihovnách probíhá ve třech fázích: předběžné, vyjednávací a vyhledávací. V předběžné fázi uživatel formuluje svůj dotaz, v fázi vyjednávací jej knihovník s uživatelem upřesňuje a ve fázi vyhledávací knihovník vyhledává informace, které odpovídají dotazu. Taylor identifikuje čtyři úrovně potřeb, kterými uživatel prochází v průběhu tohoto procesu: vnitřní, vědomou, strukturovanou a kompromisní. Je důležité, aby knihovníci porozuměli těmto úrovním potřeb, mohou tak efektivně pomáhat uživatelům při vyhledávání informací.

### Ocenění
Mezi mnoha oceněními získal Robert S. Taylor v roce 1972 cenu Best Book Award od Americké společnosti pro informační vědu za jeho knihu The Making of Library a v roce 1992 od stejné asociace dostal cenu zásluhy – Award of Merit za výbornou práci ve svém oboru.